# Carrie Fisher
Carrie Fisher (født 21. oktober 1956 i Beverly Hills, Californien, død 27. december 2016 i Los Angeles, Californien) var en amerikansk skuespiller, komiker og forfatter. Hun var datter af Eddie Fisher og Debbie Reynolds og mor til Billie Lourd.
Hun var mest kendt for sin rolle som Prinsesse Leia i den originale Star Wars-trilogi.
Carrie gik på Beverly Hills High School og efterfølgende Central School of Speech and Drama i London, England.
Filmen Smil - vi er på er baseret på Fishers forhold til sin mor. I filmen spiller Meryl Streep den alkoholiserede tidligere filmstjerne, der er tvunget til at flytte ind hos sin mor, også en kendt skuespillerinde.
Fisher arbejdede også som manuskriptforfatter i Hollywood og blev ofte ansat til at forbedre manuskripter (manuskriptdoktor).
Carrie Fisher havde en bipolar affektiv lidelse og havde langvarigt misbrug i sit liv af alkohol og Percodan (aspirin og opiod). Hun var åben om sin bipolar lidelse og talskvinde for mental sundhed. 

## Film
- Shampoo (1975)
- Star Wars Episode IV: Et nyt håb (1977)
- Star Wars Episode V: Imperiet slår igen (1980)
- The Blues Brothers (1980)
- Star Wars Episode VI: Jediridderen vender tilbage (1983)
- The 'Burbs (1989)
- Da Harry mødte Sally (When Harry Met Sally, 1989)
- Star Wars Episode VII: The Force Awakens (2015)
- Star Wars Episode VIII: The Last Jedi (2017)